# Campeonato de Fútbol Playa de Oceanía 2007
El Campeonato de Fútbol Playa de Oceanía 2007 fue un torneo clasificatorio a la Copa Mundial de Fútbol Playa FIFA 2007. 
Se realizó en Auckland, Nueva Zelanda, del 31 de agosto al 3 de septiembre. El Campeón fue las Islas Salomón por segunda vez consecutiva, derrotó 5 a 3 a Vanuatu y se quedó con el título y se clasificó a la Copa Mundial de Fútbol Playa FIFA 2007 también por segunda vez consecutiva.

## Primera fase
| Equipo        | Pts | PJ | PG | PP | GF | GC | Dif |
| ------------- | --- | -- | -- | -- | -- | -- | --- |
| Vanuatu       | 9   | 3  | 3  | 0  | 23 | 15 | +8  |
| Islas Salomón | 6   | 3  | 2  | 1  | 11 | 9  | +2  |
| Tahití        | 3   | 3  | 1  | 2  | 17 | 20 | -3  |
| Nueva Zelanda | 0   | 3  | 0  | 3  | 16 | 23 | -7  |

| Equipo 1      | Resultado | Equipo 2      |
| ------------- | --------- | ------------- |
| Vanuatu       | 3-2       | Islas Salomón |
| Tahití        | 9-5       | Nueva Zelanda |
| Vanuatu       | 10-5      | Tahití        |
| Islas Salomón | 4-3       | Nueva Zelanda |
| Nueva Zelanda | 8-10      | Vanuatu       |
| Islas Salomón | 5-3       | Tahití        |

## Fase final

### Tercer lugar
| Fecha           | Hora  | Partido | Partido | Partido       | Resultado |
| --------------- | ----- | ------- | ------- | ------------- | --------- |
| 3 de septiembre | 13:00 | Tahití  | -       | Nueva Zelanda | 3-5       |

### Final
| Fecha           | Hora  | Partido | Partido | Partido       | Resultado |
| --------------- | ----- | ------- | ------- | ------------- | --------- |
| 3 de septiembre | 15:00 | Vanuatu | -       | Islas Salomón | 3-5       |

## Medallero
|               |         |               |
| Islas Salomón | Vanuatu | Nueva Zelanda |

## Clasificado
| Islas Salomón |
| Islas Salomón |
| ------------- |